# Melchnau
Melchnau (toponimo tedesco) è un comune svizzero di 1 536 abitanti del Canton Berna, nella regione dell'Emmental-Alta Argovia (circondario dell'Alta Argovia).

## Storia
Dal suo territorio nel 1815 fu scorporata la località di Reisiswil, divenuta comune autonomo.

## Monumenti e luoghi d'interesse

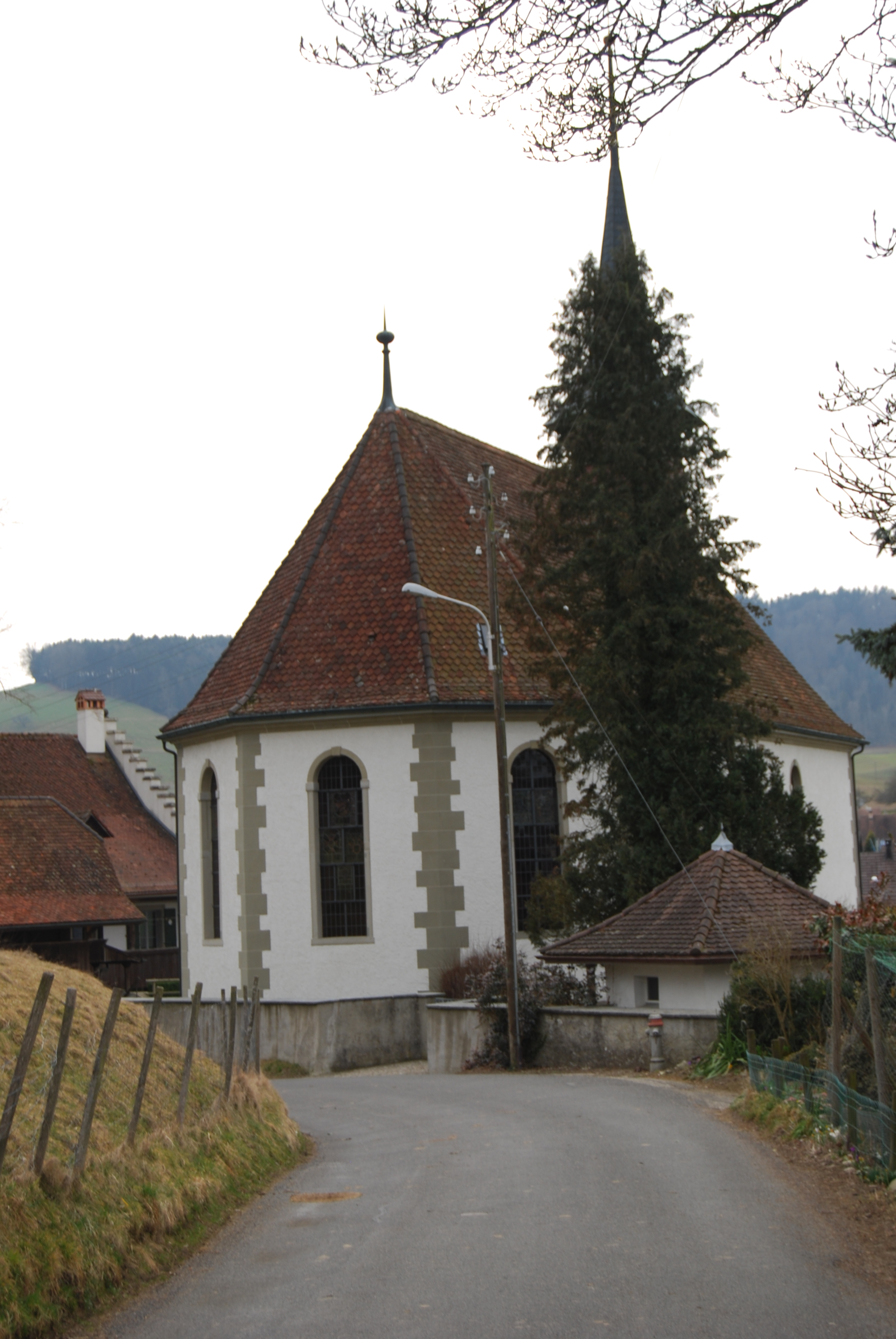
La chiesa riformata

- Chiesa riformata, eretta nel 1508-1512 e ricostruita nel 1709[2].

## Società

### Evoluzione demografica
L'evoluzione demografica è riportata nella seguente tabella:
Abitanti censiti

## Infrastrutture e trasporti
Melchnau è stata servita tra il 1917 e il 1982 dall'omonima stazione, capolinea della ferrovia Langenthal-Melchnau.

## Amministrazione
Ogni famiglia originaria del luogo fa parte del cosiddetto comune patriziale e ha la responsabilità della manutenzione di ogni bene ricadente all'interno dei confini del comune.